# Pou d'Ollers
El pou d'Ollers és a l'entrada del nucli poblacional d'Ollers, pedania de Barberà de la Conca. Tot i tractar-se d'un element hidràulic molt comú en una zona fluvial dedicada al conreu de secà, és un dels pocs exemplars que queda a la comarca. El pou servia per al proveïment d'aigua d'ús domèstic i de conreu als camps propers. L'estructura és amb una teulada piramidal i un petit safreig annex. Conserva la roda metàl·lica que servia per a bombar l'aigua amb tracció manual. Probablement la construcció és relacionada amb la posada en conreu, a mitjan segle xix, de les antigues possessions senyorials i eclesiàstiques. És una obra inclosa en l'Inventari del Patrimoni Arquitectònic de Catalunya.